# Унсури
Абу-ль-Касим Хасан ибн Ахмад Унсури́ (перс. ابوالقاسم حسن بن احمد عنصری‎) (род. 970 или 980—1039) — персидский поэт.
Родом из Балха, впоследствии перебрался в Газни, где добился расположения султана Махмуда Газневи и получил звание «царя поэтов».
Автор трёх эпических поэм, две из которых не дошли до нас. В основе сохранившихся фрагментов поэмы «Вамик и Азра» лежит древнегреческий сюжет о Метиохе и Партенопе. Из лирики известны примерно 50 касыд, 10 газелей, 70 рубаи и одна кыта. Творчество Унсури продолжает поэтические традиции Рудаки, однако для его произведений характерны крайняя усложнённость формы и обеднение тематики.